# Yelena Mújina
Yelena Viacheslávovna Mújina (en ruso: Елена Вячеславовна Мухина; Moscú, RSFS de Rusia, Unión Soviética, 1 de junio de 1960-ibídem, 22 de diciembre de 2006) fue una gimnasta soviética, ganadora del concurso general individual en el campeonato del mundo de 1978 en Estrasburgo, Francia.
Su carrera estaba en ascenso y fue ampliamente promocionada como la gran estrella de la gimnasia hasta 1979, cuando una pierna rota la dejó fuera de varias competencias. La forzada recuperación de esa lesión mal tratada combinada con la presión para dominar un peligroso y difícil movimiento acrobático (el Salto Thomas) hizo que se rompiera el cuello dos semanas antes de la apertura de los Juegos Olímpicos de Verano de 1980, dejándola permanentemente tetrapléjica un mes después cumplir los 20 años de edad.

## Primeros años
Yelena Mújina nació el 1 de junio de 1960 en Moscú, RSFS de Rusia. Su padre era alcohólico y abandonó a su familia cuando Yelena era pequeña. Su madre murió en un incendio cuando ella tenía cinco años. Fue criada por su abuela, Anna Ivanovna.

## Carrera
Mújina se interesó por la gimnasia y el patinaje artístico a una edad temprana. Cuando un cazatalentos atlético visitó su escuela, se ofreció con entusiasmo como voluntaria para probar gimnasia. Más tarde se unió al club deportivo CSKA Moscú. En reconocimiento a sus logros, Mújina fue incluida en el Salón de la Fama del CSKA. 
Hasta 1975 Mújina era una gimnasta corriente y los entrenadores soviéticos la ignoraban en gran medida. Posteriormente dos incidentes separados llevaron sus habilidades a la vanguardia para el equipo soviético. Por un lado estaba el dominio rumano de la máquina de gimnasia soviética en los Juegos Olímpicos de 1976, por el cual se culpó a la directora de gimnasia femenina soviética, Larisa Latýnina. Su respuesta fue: «no es mi culpa que Nadia Comăneci haya nacido en Rumanía». Por otro lado, la transición de Mújina para trabajar con el entrenador masculino Mikhail Klimenko la transformó en una de las gimnastas más espectaculares de su tiempo.
Irrumpió en escena en el Campeonato Mundial de 1978 en Estrasburgo, Francia. En una de las actuaciones más impresionantes de la historia, ganó la medalla de oro, superando a la campeona olímpica Nadia Comăneci y a la gimnasta soviética Neli Kim, entre otras. También empató por la medalla de oro en la final del evento de ejercicios de piso, además de ganar la plata en barra de equilibrio y barras asimétricas. Hizo historia en esta competencia al revelar sus movimientos característicos: Un salto Korbut (una maniobra que solía realizarse en las barras asimétricas, donde la gimnasta, desde una posición en la barra alta, realiza una voltereta hacia atrás y vuelve a agarrar la barra) con giro completo, un salto doble hacia atrás con salida en la viga (un movimiento que todavía se usa más de tres décadas después); y un doble salto mortal de espalda en el piso (todavía un movimiento con calificación E en el Código de Puntos) apodado "Muchina". Sin embargo, a pesar de estas innovaciones, Mújina mantuvo el estilo soviético clásico, inspirado en movimientos de ballet y líneas expresivas. Rápidamente se estableció como una atleta a tener en cuenta en los Juegos Olímpicos de Verano de 1980 en Moscú.

## Lesión
Los pases de tumbling con ejercicios de suelo de Mújina se consideraron revolucionarios en ese momento porque incluían un salto combinado nunca antes visto (el "Muchina"). Sin embargo, en 1979 su entrenador quería que se convirtiera en una de las pocas gimnastas femeninas que realizaba un elemento tomado de la gimnasia, el salto Thomas (un salto de 1 y 3/4 con 1½ giros que terminan en un giro hacia adelante, perfeccionado por el gimnasta estadounidense Kurt Thomas). Había ganado el título de campeona general individual (All Around) y los ejercicios de suelo en el mundial de 1978 con atrevidas rutinas de barra, un revolucionario desmontaje de la barra de equilibrio y una rutina de suelo con su propio movimiento característico. A pesar de ello, fue presionada para agregar este elemento a sus ejercicios de suelo por su propio entrenador y por otros entrenadores soviéticos de alto rango. 
Mújina pronto se dio cuenta de que el salto Thomas era extremadamente peligroso. Dependía de poder obtener suficiente altura y velocidad para hacer todos los giros en el aire y aterrizar dentro de los límites con suficiente espacio para hacer el giro hacia adelante. Se necesitaba, por lo tanto, una sincronización casi perfecta para evitar una rotación insuficiente (y aterrizar en la barbilla) o excesiva (y aterrizar en la parte posterior de la cabeza). Mukhina trató de convencer a su entrenador de que el salto Thomas era un elemento peligroso: 

«... mi lesión podría haberse esperado. Fue un accidente que podría haberse anticipado. Era inevitable. Había dicho más de una vez que me rompería el cuello haciendo ese elemento. Me había lastimado mucho varias veces, pero él [el entrenador Mikhail Klimenko] simplemente respondió que la gente como yo no se rompe el cuello».

En 1979, mientras entrenaba para el Campeonato Mundial de Gimnasia Artística de 1979, Mújina sufrió una fractura en la pierna que la mantuvo fuera del Campeonato Mundial de Fort Worth, Texas. En dicha competición el equipo soviético sufrió su primera derrota a manos de sus archirrivales de Rumania, con solo Neli Kim y Stela Zakharova capaces de lograr medallas en aparatos y disciplinas general individual (All Around). Cuando faltaba menos de un año para los Juegos Olímpicos de 1980, que se celebrarían en Moscú, los entrenadores y médicos del equipo soviético tenían presión para que la anterior campeona de All Around, Mújina, se recuperara y estuviera lista para los juegos. En una entrevista con la revista Ogonyok, Mújina culpó a los médicos de TsITO (Instituto Central de Traumatología y Ortopedia) que estaban al servicio del Equipo Nacional, por intentar apresurarla de regresar al entrenamiento demasiado pronto. Mújina les rogó que no le quitaran el yeso y la dieran de alta porque "me están arrastrando de casa a los entrenamientos" y ella sabía que aún no estaba curada. Cuando los médicos le quitaron el yeso en contra de sus deseos y le pidieron que intentara caminar sobre la pierna, ella dijo que sabía que caminaba "torcida" y que algo no estaba bien. Los médicos de TsITO tomaron una radiografía de la pierna y descubrieron que la fractura no se había curado correctamente. Mújina fue trasladada de urgencia a la cirugía esa tarde, pero ya se había dañado su reputación. Una de las entrenadoras de la Selección Nacional –dijo en la entrevista de Ogonyok– se presentó en su cama el día después de la cirugía y declaró abiertamente que ella "no era consciente" y que aún podía "entrenar con un yeso". Una vez más, en contra de sus deseos, los médicos le quitaron el yeso prematuramente y Mújina volvió a entrenar para los Juegos Olímpicos mientras comenzaba un extenuante programa de ejercicios en el CSKA Moscú para perder el peso que había ganado mientras estaba acostada de la cirugía.
Con una debilidad persistente en su pierna y un agotamiento creciente por los extenuantes entrenamientos de pérdida de peso, Mújina tuvo grandes dificultades para recuperar la velocidad en lo que iba a ser el nuevo elemento final de uno de sus ejercicios de suelo, el salto Thomas. A pesar de las advertencias de Mújina de que el elemento constantemente le causaba heridas leves y era lo suficientemente peligroso como para causar lesiones graves, se vio obligada a mantenerlo en su rutina de suelo y continuó practicándolo incluso sabiendo que era peligroso. El 3 de julio de 1980, dos semanas antes de los Juegos Olímpicos de Moscú, Mújina estaba practicando el pase que contenía el salto Thomas. Hizo un giro inferior al salto y se estrelló contra su mentón, con lo que se rompió la columna vertebral y quedó tetrapléjica. Mújina estaba entrenando en el Palacio de Deportes de Minsk cuando ocurrió la lesión, pero su entrenador Klimenko no estaba presente. La Unión Soviética le otorgó la Orden de la Insignia de Honor en 1980 en respuesta a su lesión.[cita requerida] En 1981, Juan Samaranch, el presidente del COI, le otorgó la Medalla de Plata de la Orden Olímpica.
Después de la lesión, la Federación Soviética de Gimnasia guardó silencio sobre los eventos que rodearon la lesión de Mújina. El entrenador del equipo soviético Yuri Titov desvió las preguntas sobre si estaría tratando de regresar en 1984. Incluso culpó a la "lesión" de Mújina por intentar una habilidad que ella "no podía hacer pero pensó que necesitaba entrar al equipo, [...] sufrió una lesión y perdió su oportunidad. [...] Todas las malas historias, no son ciertas". La información surgió lentamente. Los rumores iniciales apuntaron a que se había caído al acercarse a la bóveda. Más adelante los periódicos soviéticos informaron que se había caído durante su desmontaje de la barra de equilibrio y tuvo un desmayo, pero luego volvió a levantarse para terminar su ejercicio de suelo sin saber cómo de malherida estaba. Finalmente se desveló que se había caído de manera catastrófica durante el ejercicio de suelo. Mukhina se volvió solitaria después del accidente y rara vez lo discutió públicamente. En una de sus pocas entrevistas sobre el accidente, publicada en la revista Ogonyok, criticó al programa de gimnasia soviético por engañar al público sobre su lesión y por el deseo insaciable del sistema por medallas de oro y campeonatos.

## Secuelas
Según la entrevista de 2004 de Larisa Latýnina, el entrenador de Mújina, Mikhaíl Klimenko, resultó afectado por su lesión. Debido a su devastadora lesión, Mújina no pudo ser agregada a la lista del equipo olímpico soviético de 1980. Había pocas dudas de que el equipo de gimnasia femenino olímpico soviético obtendría la medalla de oro en la competencia por equipos en los Juegos Olímpicos de verano de 1980, como lo había hecho en todas las ediciones anteriores. Sin embargo, Klimenko deseaba desesperadamente que Mújina entrara en la lista del equipo olímpico porque quería convertirse en el "entrenador del campeón olímpico". Poco después de la lesión paralítica de Mújina, Klimenko emigró a Italia, donde vivió con sus hijos hasta su muerte por cáncer el 14 de noviembre de 2007, cuando cumplió 65 años.
Después de la parálisis de Mújina y varias otras situaciones cercanas con otras gimnastas elegibles para los Juegos Olímpicos, el salto Thomas fue eliminado del código de puntos femenino como habilidad permitida para las mujeres. Seguía siendo una habilidad permitida para hombres en 2013, pero a partir del cuatrienio 2017-2020, las habilidades de rodada estaban prohibidas tanto para hombres como para mujeres.
Mújina fue columnista invitada de Moscow News a finales de la década de 1980. Su lesión fue un tema destacado en el documental de A&E de 1990 More Than a Game; y su actuación en el Campeonato Mundial se captura en el video de ABC Sports Gymnastics 'Greatest Stars. Mújina mostró gran interés por los niños y las jóvenes gimnastas antes y después de su lesión. También expresó una profunda fe religiosa y le gustaban los caballos y los dibujos animados. Mújina estaba agradecida con sus excompañeros que se mantuvieron en contacto con ella, en especial con Yelena Davýdova, a quien describió como "una verdadera amiga".

## Muerte
Mújina murió de aparentes complicaciones de cuadriplejía el 22 de diciembre de 2006, a los 46 años. Como homenaje, la revista deportiva Sovetsky Sport le dedicó la portada de su número de Navidad de ese año. Se celebró un servicio conmemorativo en su honor el 27 de diciembre y fue enterrada en el Cementerio Troyekúrovskoye en Moscú.

## Logros
| Año  | Evento                | General individual | Equipo | Salto de caballo | Barras Asimétricas | Barra de Equilibrio | Ejercicios de Suelo |
| ---- | --------------------- | ------------------ | ------ | ---------------- | ------------------ | ------------------- | ------------------- |
| 1977 | Copa Mundial          |                    |        |                  | 1                  | 1                   |                     |
| 1977 | Campeonato europeo    | 2                  |        | 3                | 1                  | 1                   | 1                   |
| 1977 | Campeonato de la URSS | 2                  |        |                  | 3                  |                     | 1                   |
| 1977 | Copa URSS             | 2                  |        |                  |                    |                     |                     |
| 1978 | Campeonatos mundiales | 1                  | 1      |                  | 2                  | 2                   | 1                   |
| 1978 | Campeonato de la URSS | 1                  |        |                  | 1                  |                     | 3                   |
| 1979 | Campeonato europeo    |                    |        |                  | 1                  |                     | 2                   |
| 1979 | Campeonato de la URSS |                    |        |                  | 1                  |                     |                     |

## Habilidades epónimas
| Aparato            | Nombre  | Descripción                    | Dificultad |
| ------------------ | ------- | ------------------------------ | ---------- |
| Barras asimétricas | Mukhina | Salto Korbut con giro completo | D          |